# 賈丁 (蒙大拿州)
賈丁（英語：Jardine）是位於美國蒙大拿州帕克縣的普查規定居民點。

## 歷史
賈丁的郵局於1898年設立，其後於1970年停運。

## 人口
根據2020年美國人口普查的數據，賈丁的面積為38.21平方千米，皆為陸地。當地共有人口47人，而人口密度為每平方千米1.23人。